# Kullorsuaq
Kullorsuaq (zastarale Kuvdlorssuaq) je osada v kraji Avannaata v severozápadním Grónsku. Je to nejsevernější osada v Upernavickém souostroví, která se nachází na stejnojmenném ostrově u Melvillova zálivu, který je součástí většího Baffinova zálivu. V roce 2017 v osadě žilo 460 obyvatel.
Osada byla založena v roce 1928 a stala se obchodní stanicí, která rostla po druhé světové válce, když se lovci z několika malých vesnic kolem Inussulického a Tasiusackého zálivu přestěhovali do větších sídel Nuussuaq a Kullorsuaq. Dnes zůstává Kullorsuaq jedním z nejtradičnějších loveckých a rybářských vesnic v Grónsku a udržuje si stabilní, rostoucí počet obyvatel.
Název osady znamená v grónštině "velký palec", je pojmenována po hoře Diaavulukullor (Ďáblův palec), vzdálené asi 3 km severně od osady.

## Geografie
Kullorsuaq se nachází na stejnojmenném ostrově na jižním konci Melvillova zálivu. Ostrov je nejsevernějším ostrovem Upernavického souostroví.

## Historie

### Pravěk

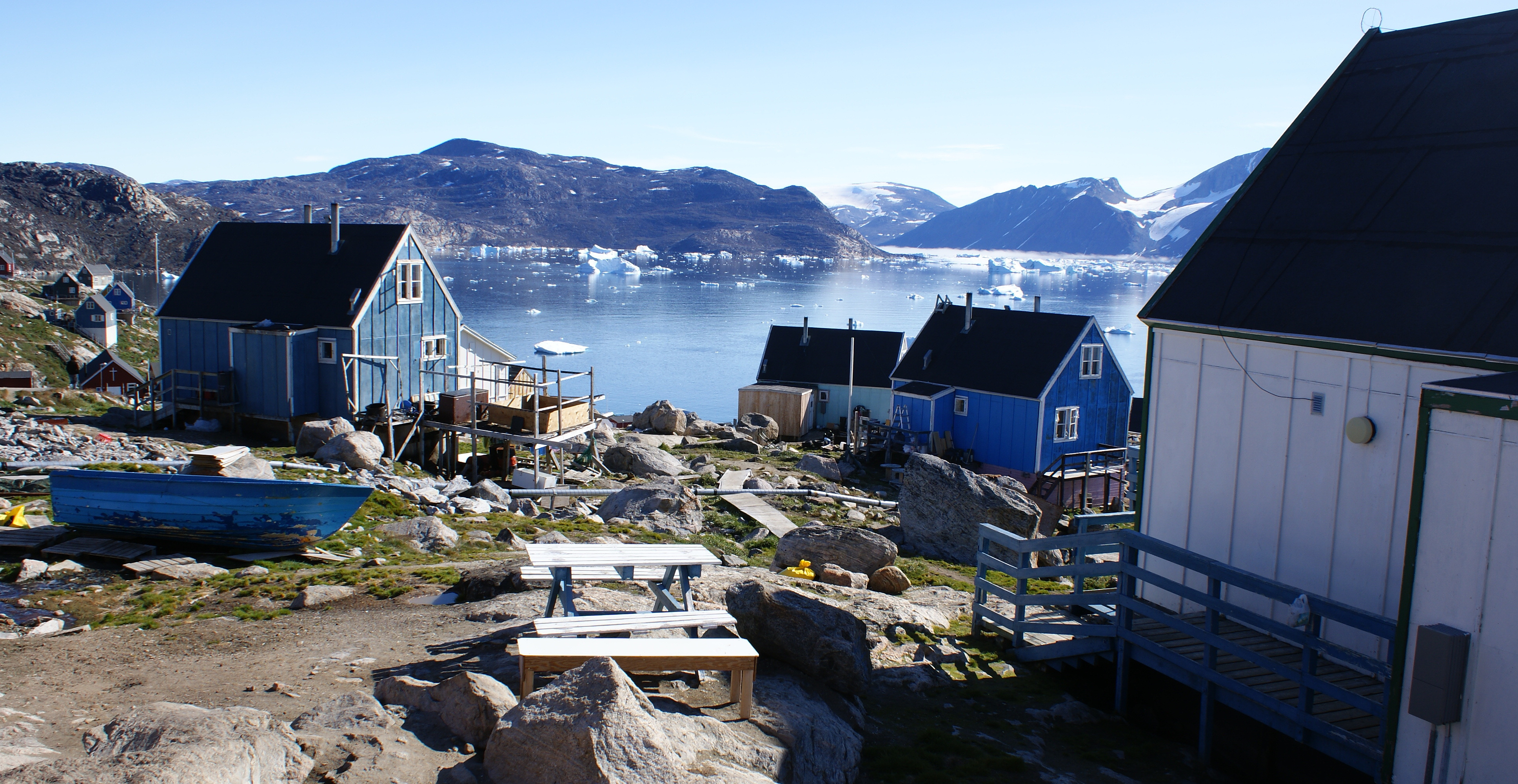
Domy v Kullorsuaqu

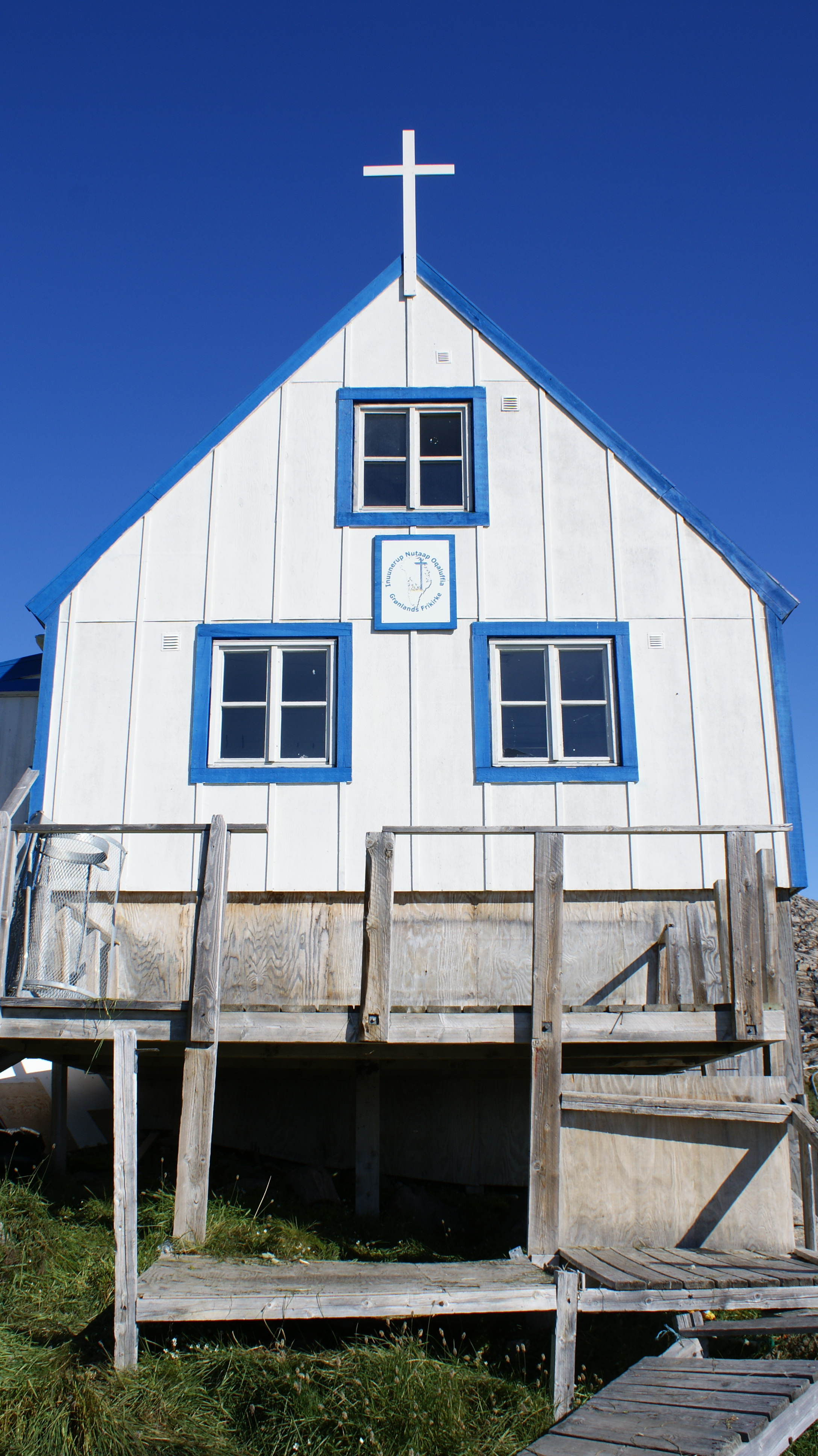
Inuunerup Nutaap Oqaluffia, kostel v Kullorsuaqu

Upernavické souostroví bylo jednou z nejdříve osídlených oblastí Grónska. Bylo osídleno prvními migranty, kteří přijeli přibližně před 4000 lety. Všichni Inuité, kteří prošli oblastí, za sebou zanechali stopu v archeologických lokalitách. Tito první osadníci patří do Saqqacké kultury, ale někteří patřili i do Dorsetské kultury, která obývala pobřeží Baffinova zálivu. Ve 13. a 14. století byli lidé Dorsetské kultury vyhnáni ze svých domovů Thulskými lidmi.
Souostroví bylo nepřetržitě, ale řídce obydleno v průběhu tohoto období. Přistěhovalci z 19. a 20. století našli mnoho pozůstatků starých inuitských osad na ostrovech Kullorsuaq, Kiatassuaq a dalších menších ostrovech kolem Melvillova zálivu, i když se dánští osadníci během koloniální éry usazovali v Kullorsuaqu až do konce 19. století.

### 20. století
Moderní osada byla původně osídlena lovci z nyní opuštěné vesnice Kiatassuaq. Počáteční vlna osadníků vznikla v obcích s méně než 10 obyvateli: Ikermiut (opuštěný v roce 1954), Itissaalik (opuštěný v roce 1957), a Kuuk (opuštěný v roce 1972). Několik rodin lovců z Nuussuaqu se také se přestěhovalo do Kullorsuaqu.
V roce 1960 byl Kullorsuaq výchozím bodem pro další rozšíření Savissiviku na severozápad, to ale bylo neúspěšné, a většina migrantů se opět vrátila na jih do Kullorsuaqu mezi lety 1980 a 1990. Dodnes zůstává osada jedním z nejtradičnějších loveckých a rybářských vesnic v Grónsku.

## Ekonomika

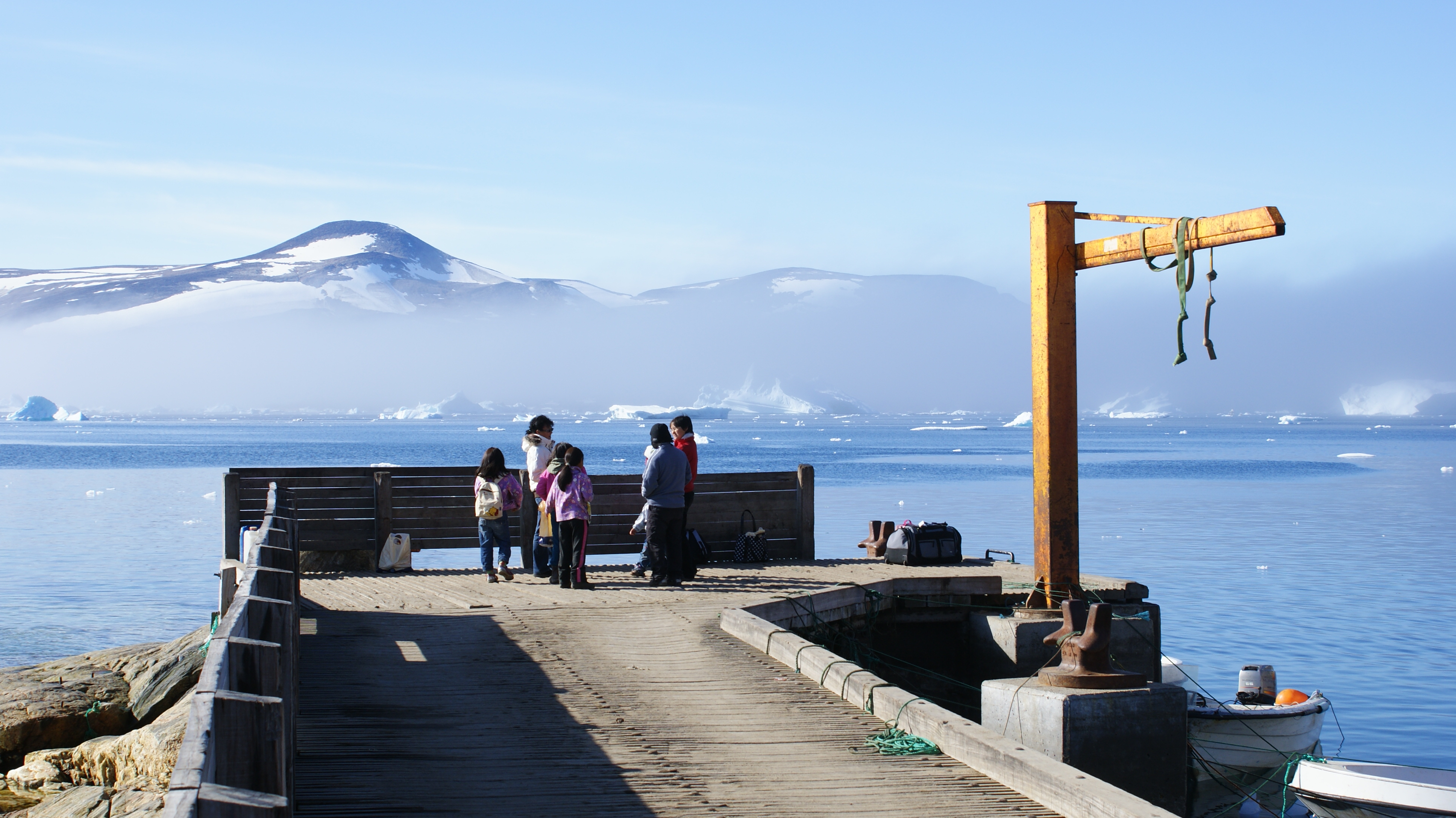
Přístav v Kullorsuaqu

Lov a rybolov jsou hlavními povoláními v této oblasti. Je tu továrna na přípravu ryb, patřící společnosti Upernavik Seafood (dceřiná společnost Royal Greenland). Velká část obyvatel také pracuje v místním obchodě patřícím společnosti Pilersuisoq.
Kullorsuaq patří mezi 10 nejchudších osad v Grónsku, stejně jako tři jiné osady v souostroví: Naajaat, Nuussuaq a Upernavik Kujalleq.

## Doprava

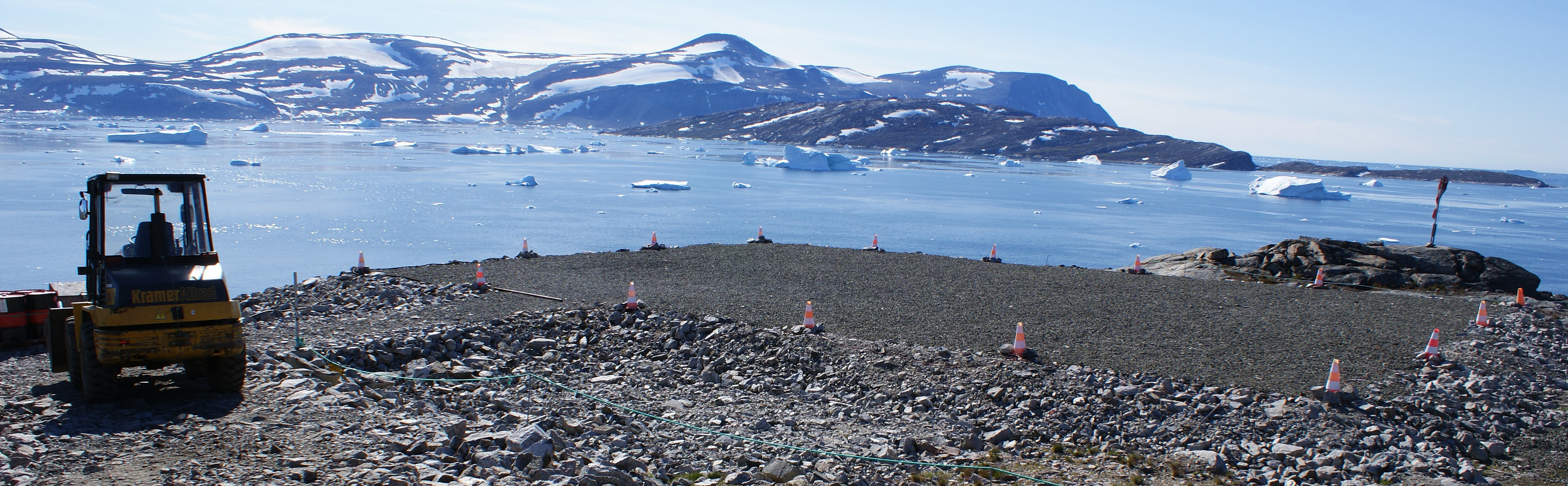
Heliport v Kullorsuaqu

Air Greenland slouží obci jako součást vládní zakázky s vrtulníky létajícími dvakrát týdně do heliportu Nuussuaq a letiště Upernavik. Z Upernavického letiště je možné potom letět do Ilulissatu, Qaanaaqu, Pituffiku, Aappilattoqu, Innaarsuitu, Kangersuatsiaqu, Tasiusaqu a Upernavik Kujallequ.

## Vzdálenost od některých grónských sídel
- Nuussuaq – 52 km
- Upernavik – 202 km
- Savissivik – 274 km
- Upernavik Kujalleq – 275 km
- Qaanaaq – 453 km
- Uummannaq – 465 km
- Etah – 561 km
- Qeqertarsuaq – 606 km
- Ilulissat – 631 km
- Aasiaat – 669 km
- Qasigiannguit – 673 km
- Sisimiut – 859 km
- Maniitsoq – 1 031 km
- Daneborg – 1 105 km
- Nord – 1 159 km
- Nuuk – 1 176 km
- Tasiilaq – 1 229 km
- Ittoqqortoormiit – 1 239 km
- Paamiut – 1 431 km
- Narsaq – 1 584 km
- Qaqortoq – 1 605 km
- Nanortalik – 1 678 km
- Narsarmijit – 1 699 km

## Počet obyvatel
S 460 obyvateli je Kullorsuaq druhá největší osada v Upernavickém souostroví (po Upernaviku). Je to jedna z mála osad v kraji Avannaata, ve které počet obyvatel značně roste v posledních dvou desetiletích. Počet obyvatel je vyšší o více než 63 % oproti počtu obyvatel z roku 1990, a o téměř 16 % ve srovnání s počtem obyvatel z roku 2000.